# Dobro
Dobro – jedno z podstawowych (pierwotnych) pojęć etycznych, utożsamiane z pojęciem bytu. W moralności dobro określa poprawność (zgodność z normami moralnymi) czynów i zachowań człowieka.

## Dobro w filozofii starożytnej
Dobra moralne wyróżnił po raz pierwszy Sokrates wynosząc je ponad wszystkie. Dla nich człowiek powinien poświęcić dobra niższe i pozorne. Twierdził, że tylko to, co dobre, jest naprawdę pożyteczne. Według niego prawdziwym dobrem jest cnota, która jest jedna, ponieważ każda cnota jest wiedzą. Zdobywając wiedzę osiągamy dobro, a z nim pożytek i szczęście.
Idea dobra stoi u Platona na czele jego systemu, przewyższając w hierarchii nawet ideę istnienia. Jest pierwszą zasadą, wedle której powstał świat i ostatecznym celem, do którego dąży.
Od czasu pojawienia się interpretacji myśli Platona, w filozofii europejskiej zaistniała silna tendencja do uważania dobra nie za wartość, lecz za obiektywny byt.
Arystoteles twierdził, że naturę dobra znajdzie się nie przez abstrakcyjne myślenie, lecz przez ustalenie jakie w rzeczywistym życiu ludzie sobie stawiają cele. Nie ma innego dobra niż realne. Cele mogą być niższe lub wyższe; wyższe są te, dla których niższe są środkami. Doszedł do wniosku, że musi istnieć cel najwyższy, który do niczego nie jest środkiem. Nazywał go dobrem osiągalnym. Wiąże on dobro z bytem w relacji do pożądania. Dobro jako byt dla kogoś służy mu (innemu bytowi), jego rozwojowi, czyli odpowiada jego dążeniu. Uwzględnia pożądanie intelektualne (wola) oraz naturalne jako dążność rzeczy do odpowiedniej dla niej doskonałości. Pożądanie jest subiektywnym kryterium dobra, ponieważ nikt i nic nie dąży do zła, nie pożąda zła. Arystoteles stwierdza, że „dobro jest celem wszelkiego dążenia” (łac. bonum est quod omnia appetunt).
Stoicy uznali jako pierwsi, że dobro to nie byt obiektywny, lecz po prostu działanie zgodne z ogólnym porządkiem świata, narzucanym przez abstrakcyjny, bezosobowy absolut zwany przez nich pneumą. Przeciwstawianie się woli pneumy to zło, zaś działanie w zgodzie z jej wolą to dobro. Tam, gdzie następuje działanie sprzeczne z kierunkiem nadawanym przez pneumę całemu światu, powstaje zło i cierpienie.

## Dobro w filozofii chrześcijańskiej
Judeochrześcijański pogląd na dobro odwołuje się do Boga jako absolutu i stwórcy. Zakłada, że Bóg jest ostatecznym autorytetem, a dobro jest to stan rzeczy, w którym Bóg chce aby się one znajdowały. Twierdzi, że ze stanem takim mieliśmy do czynienia po stworzeniu Wszechświata a przed upadkiem (grzechem) pierwszych ludzi. Od tego czasu na świecie mamy do czynienia z zakłóceniem porządku bożego, a więc ze złem, które rozumiane jest jako nieistnienie (brak) dobra, a nie jako jego przeciwieństwo.

### Pogląd Kościoła katolickiego
Święty Augustyn połączył poglądy stoików i Platona i włączył je oba do chrześcijańskiego systemu etyki. Nauczał on, że cokolwiek istnieje, o ile istnieje, jest dobrem, inaczej mówiąc dobro jest tym, co jest, zło natomiast jest tym, czego nie ma w dobru. Świat według niego, jako dzieło Boże, jest dobry – dobro istnieje obiektywnie i jest równoważne woli Boga, zaś zło obiektywnie nie istnieje i jest tylko brakiem dobra.
Pogląd ten obowiązuje do dzisiaj w oficjalnej doktrynie Kościoła katolickiego, aczkolwiek są do niej coraz powszechniej wprowadzane bardziej współczesne poglądy na temat systemów etycznych czego przykładem są m.in. wypowiedzi Karola Wojtyły, który w swym Elementarzu etycznym naucza, że Przyjemność, radość, zadowolenie są uważane jako dobre, a więc człowiek staje wobec alternatywy - przyjemność, czy obowiązek, za którym kryje się prawdziwe dobro moralne. Wartość obiektywnego dobra polega na tym, że wartości duchowe są obiektywnie wyższe od materialnych. To rozum i wola kierują człowieka w stronę obiektywnego dobra. Nie może on tworzyć poglądu na swoje czyny według tego ile przyniosą mu przyjemności, ale według tego, o ile służą celowi, jakim jest obiektywne dobro. Nie ulega wątpliwości, że przyjemność jest dobra, a przykrość zła. Różnica między dobrem a złem wynika z tego, że dobro moralne przynosi głębokie zadowolenie, a zło sprawia wyrzuty, przykrość wewnętrzną i ból.
Święty Tomasz z Akwinu określa dobro jako to, co jest godne pożądania (łac. bonum est id quod est appetibile). Akcentuje on wewnętrzną wartość dobra. Podstawą dobra jest doskonałość bytu, dlatego coś odpowiada pożądaniu (jest godne pożądania), że jest dobre, a dobre, bo jest doskonałe. Od stopnia doskonałości zależy stopień dobroci. Dobro ukierunkowuje działanie i wywiera wpływ na całą sferę aktywności ludzkiej, ponieważ jest przedmiotem i celem pożądania.

### Poglądy innych wspólnot religijnych
Według Świadków Jehowy „dobro” to coś, co ocenia się jako pomyślne, pożyteczne, wartościowe; ideał moralny i religijny. Uważają, że Jehowa Bóg jest „dobry” (Ps 145:9; 16:1, 2; Mt 5:45). Jego wzorem muszą wyświadczać dobro innym, przez pomoc fizyczną i duchową (Rz 12:17, 21) (dokładna wiedza o Bogu jest największym dobrem). Wierzą, że tylko Królestwo Boże zapewni na ziemi dobro – bez zła i śmierci, a ziemia stanie się rajem. Codziennie muszą osobiście starać się ‛pokonywać zło dobrem’, m.in. unikając popełniania grzechu.

## Dobro w filozofii nowożytnej
Immanuel Kant stworzył system etyczny, zwany aktywistycznym, w którym dobro stało się jedną z podstawowych kategorii umysłu praktycznego. Dla Kanta dobro nie istniało jako obiektywnie istniejący byt, lecz było wartością, która pojawia się w momencie świadomego podejmowania decyzji, jest więc związana z wolną wolą. Działania bezwolne (wykonywane automatycznie), takie jak wzrost roślin lub oddychanie nie mogą być oceniane w kategoriach dobra i zła, gdyż nie ma w nich czynnika woli. Dobro (i zło) jako kategoria oceny czynów może się więc pojawić dopiero w momencie kiedy dane działanie jest podejmowane z wolnej woli. Różnica między działaniem dobrym i złym wynika z jego stosunku do obowiązku, czyli zewnętrznego systemu wartości narzucanego zwykle przez społeczeństwo. Dobre działania to te, które wypełniają obowiązek, zaś złe to te, które stoją w sprzeczności z obowiązkiem. Pogląd ten zadomowił się w europejskiej filozofii, wypierając, stare platońskie pojęcie dobra z większości
systemów etycznych tworzonych po Kancie. W systemie Kanta istniała jednak nadal możliwość prostego rozróżnienia dobra i zła, dzięki temu, że definiował on obowiązek jako nakaz działania zgodnego z wolą Boga i wynikającym z tej woli ogólnym porządkiem świata.
Podobny system etyczny istniał już od wieków w religiach Dalekiego Wschodu, szczególnie w buddyzmie. W religiach tych nie istniało nigdy pojęcie dobra jako obiektywnie istniejącego bytu abstrakcyjnego, lecz było zawsze traktowane jako wartość czynów. Dobre czyny są w tym systemie zgodne z dharmą i poprawiają osobistą karmę osoby czyniącej dobrze, zaś złe czyny, to te które są z dharmą niezgodne.
Fryderyk Nietzsche zerwał z poglądem, że dobro i zło można w jakikolwiek sposób zobiektywizować i że są to zawsze wartości subiektywne zależne od sytuacji i warunków. Uważał on, że to wszystko co uważamy za wartości jest względne i subiektywne. W szczególności wartości moralne. Nie ma moralności obiektywnej, powszechnie obowiązującej; każdy ma taką jaka mu dla jego celów życiowych jest potrzebna i jaka odpowiada jego uczuciom.
Po relatywizmie moralnym Nietzschego próbowano budować wiele systemów etycznych o charakterze relatywistycznym, wychodząc jednak z innych przesłanek. Np. w marksizmie przyjmuje się, że to co w danym momencie uznajemy za dobre lub złe wynika z moralności grupy społecznej, której jesteśmy członkiem, a ta moralność jest produktem struktury i stosunków społecznych występujących w danym momencie. Stąd, wraz ze zmianą struktury społecznej następuje zwykle zmiana norm moralnych i co za tym idzie oceny co jest dobre, a co złe.
George Edward Moore był twórcą aksjologicznego systemu etyki. Przyjął on, że dobro i zło są niedefiniowalnymi pojęciami pierwotnymi każdego systemu etycznego, podobnie jak punkt i linia prosta w geometrii. Stąd rozważania na temat ich „natury” nie mają żadnego sensu, a wszelkie wytworzone przez wieki „definicje” dobra i zła można zawsze sprowadzić do elementarnej tautologii – dobro to wszystko to, co jest przyjęte za dobre w danym systemie etycznym.
Systemy etyczne różnią się zatem między sobą tylko „funkcjami” określającymi co jest dobre, a co złe. Przyjmując ten pogląd, na podstawie analizy tych „funkcji” Rudolf Carnap stworzył obowiązujący do dzisiaj w etyce filozoficznej klarowny podział systemów etycznych.